# 肝疾患診療連携拠点病院
肝疾患診療連携拠点病院（かんしっかんしんりょうれんけいきょてんびょういん）とは、都道府県の肝疾患治療の中心的役割を果たすために都道府県より指定された病院。都道府県に原則として1カ所指定される。現在、37府県で50病院が指定されている。

## 概要
肝疾患診療の向上及び均てん化を図るため、2007年4月19日に、厚生労働省健康局長通知「肝疾患診療体制の整備について」が発出された。それにより、肝疾患診療連携拠点病院が各都道府県に原則1カ所設置されることとなった。拠点病院は専門医療機関と連携して診療体制を構築していくこととされている。また、都道府県は肝疾患に対する専門医療機関を二次医療圏ごとに1カ所以上確保することが望ましいとされている。

### 肝疾患診療連携拠点病院の機能
1. 医療情報の提供
2. 都道府県内の専門医療機関等に関する情報の収集や提供
3. 医療従事者や地域住民を対象とした研修会・講演会の開催、相談支援
4. 専門医療機関等との協議の場の設定

- その他、肝がんに対する集学的治療が実施可能な体制が必要である

## 拠点病院一覧
（この節の出典）

### 北海道
- 北海道大学病院（北海道札幌市）
- 旭川医科大学病院（北海道旭川市）
- 札幌医科大学附属病院（北海道札幌市）

### 東北
- 弘前大学医学部附属病院（青森県弘前市）
- 岩手医科大学附属病院（岩手県盛岡市）
- 東北大学病院（宮城県仙台市）
- 秋田大学医学部附属病院（秋田県秋田市）
- 市立秋田総合病院（秋田県秋田市）
- 山形大学医学部附属病院（山形県山形市）
- 福島県立医科大学附属病院（福島県福島市）

### 関東・甲信越
- 株式会社日立製作所日立総合病院（茨城県日立市）
- 東京医科大学茨城医療センター（茨城県稲敷郡阿見町）
- 自治医科大学附属病院（栃木県下野市）
- 獨協医科大学病院（栃木県下都賀郡壬生町）
- 群馬大学医学部附属病院（群馬県前橋市）
- 埼玉医科大学病院（埼玉県入間郡毛呂山町）
- 千葉大学医学部附属病院（千葉県千葉市）
- 虎の門病院（東京都港区）
- 武蔵野赤十字病院（東京都武蔵野市）
- 横浜市立大学附属市民総合医療センター（神奈川県横浜市）
- 聖マリアンナ医科大学病院（神奈川県川崎市）
- 北里大学東病院（神奈川県相模原市）
- 東海大学医学部付属病院（神奈川県伊勢原市）
- 山梨大学医学部附属病院（山梨県中央市）
- 信州大学医学部附属病院（長野県松本市）
- 新潟大学医歯学総合病院（新潟県新潟市）

### 東海
- 順天堂大学医学部附属静岡病院（静岡県伊豆の国市）
- 浜松医科大学医学部附属病院（静岡県浜松市）
- 名古屋大学医学部附属病院（愛知県名古屋市）
- 名古屋市立大学病院（愛知県名古屋市）
- 愛知医科大学病院（愛知県長久手市）
- 藤田医科大学病院（愛知県豊明市）
- 岐阜大学医学部附属病院（岐阜県岐阜市）
- 三重大学医学部附属病院（三重県津市）

### 近畿・北陸
- 富山県立中央病院（富山県富山市）
- 市立砺波総合病院（富山県砺波市）
- 金沢大学附属病院（石川県金沢市）
- 福井県済生会病院（福井県福井市）
- 京都大学医学部附属病院（京都府京都市）
- 京都府立医科大学附属病院（京都府京都市）
- 滋賀医科大学医学部附属病院（滋賀県大津市）
- 大津赤十字病院（滋賀県大津市）
- 関西医科大学附属滝井病院（大阪府守口市）
- 近畿大学病院（大阪府大阪狭山市）
- 大阪大学医学部附属病院（大阪府吹田市）
- 大阪公立大学医学部附属病院（大阪府大阪市）
- 大阪医科薬科大学病院（大阪府高槻市）
- 奈良県立医科大学附属病院（奈良県橿原市）
- 兵庫医科大学病院（兵庫県西宮市）
- 和歌山県立医科大学附属病院（和歌山県和歌山市）
- 国立病院機構南和歌山医療センター（和歌山県田辺市）

### 中国
- 岡山大学病院（岡山県岡山市）
- 広島大学病院（広島県広島市）
- 福山市民病院（広島県福山市）
- 鳥取大学医学部附属病院（鳥取県米子市）
- 島根大学医学部附属病院（島根県出雲市）
- 山口大学医学部附属病院（山口県宇部市）

### 四国
- 徳島大学病院（徳島県徳島市）
- 香川大学医学部附属病院（香川県木田郡三木町）
- 香川県立中央病院（香川県高松市）
- 愛媛大学医学部附属病院（愛媛県東温市）
- 高知大学医学部附属病院（高知県南国市）

### 九州・沖縄
- 久留米大学病院（福岡県久留米市）
- 佐賀大学医学部附属病院（佐賀県佐賀市）
- 国立病院機構長崎医療センター（長崎県大村市）
- 熊本大学医学部附属病院（熊本県熊本市）
- 大分大学医学部附属病院（大分県由布市）
- 宮崎大学医学部附属病院（宮崎県宮崎市）
- 鹿児島大学病院（鹿児島県鹿児島市）
- 琉球大学病院（沖縄県中頭郡西原町）